# الویرا اوزولینا
الویرا اوزولینا (روسی: Эльвира Анатольевна Озолина؛ زادهٔ ۸ اکتبر ۱۹۳۹) پرتاب‌گر نیزه اهل شوروی بود.
وی در مسابقات کشوری و بین‌المللی در مجموع برندهٔ ۳ مدال طلا شده‌است.